# Giuseppe Brizio
Giuseppe Brizio (Massa, 1533 circa – Roma, 2 marzo 1604) è stato un architetto e gesuita italiano.
Fece parte dei molti progettisti italiani che la Compagnia del Gesù inviò nel territorio polacco per l'edificazione delle "case", collegi e chiese dell'ordine.

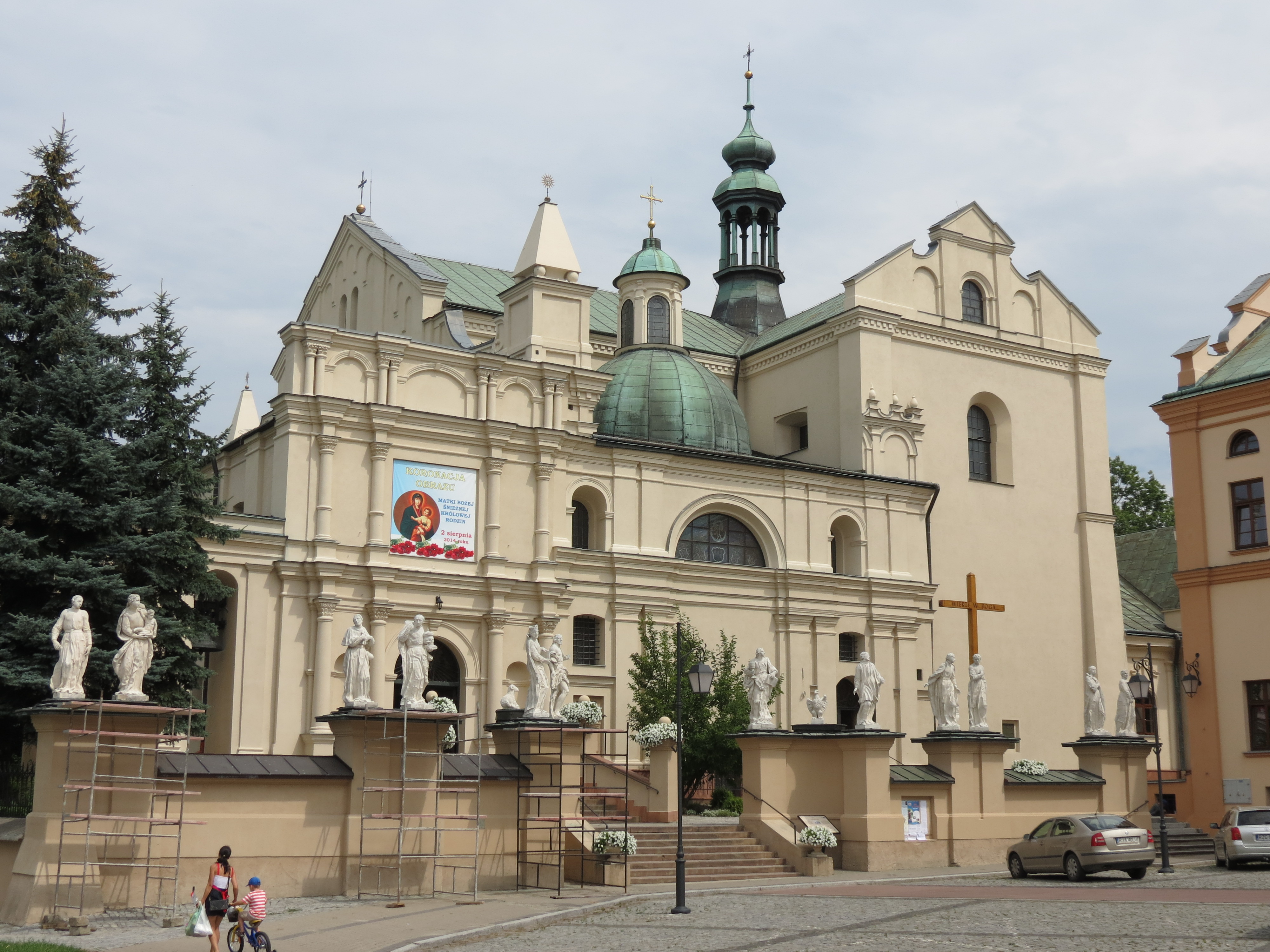
Chiesa di San Giovanni a Jarosław

## Biografia
Dopo aver svolto da giovane il mestiere del muratore, entrò nella Compagnia di Gesù e nel 1562 venne inviato in noviziato a Roma dove avvenne la sua formazione sotto la guida di Giovanni Tristano. Fu inviato nel 1575 in Polonia dove preparò un primo progetto per il collegio di Jarosław, che non venne approvato dal fondatore. Negli anni seguenti risiedette a Pułtusk, dove provvide al restauro del collegio e poi visitò Cracovia. Nel 1580 iniziò la costruzione del collegio di Jarosław, guidando il cantiere per tre anni. Nella stessa città iniziò nel 1582 la costruzione della chiesa di San Giovanni. Nel 1586 si recò a Lublino per revisionare il progetto del collegio locale dopo la partenza di Giovanni Maria Bernardoni. Riprese poi i suoi lavori a Jarosław, malgrado fosse tormentato da una forte artrosi che lo rese claudicante. Soltanto quando vide alzate le mura della chiesa partì, nel marzo 1589, per l'Italia.
Nel 1591 Brizio, apprezzato per la sua perizia tecnica, venne inviato per la seconda volta in Polonia su richiesta del provinciale della Compagnia, per la costruzione della cupola della chiesa di Njasviz (in sostituzione di  Bernardoni),  della copertura della chiesa di Jarosław (consacrata nel 1594) e di altre. Eseguì, alla fine del 1593, anche due progetti (non realizzati) per la casa dei gesuiti a Cracovia. Nel 1594 si trasferì in tale città per il progetto definitivo della sede gesuitica e della grande chiesa dei SS. Pietro e Paolo: la prima pietra venne posta il 23 giugno 1597. Nel 1599 si recò a Brno, dove iniziò la costruzione della chiesa presso la casa del noviziato (consacrata nel 1603). Trascorsi tre anni, nel 1603 fece ritorno in Italia dove poco dopo morì.

## Opere
Il succedersi di altri architetti gesuiti sui vari cantieri  rende difficile attribuire  la paternità dei progetti effettivamente realizzati nelle varie sedi della Compagnia in Polonia.
Gli si attribuisce come opere di maggior rilievo:
- Chiesa di San Giovanni a Jarosław di cui sostanzialmente seguì tutte le fasi progettuali e costruttive.
- Chiesa dei SS. Pietro e Paolo a Cracovia[3] (la cui pianta segue il modello della Chiesa del Gesù a Roma, modello di gran parte delle chiese dell'ordine in tutta Europa), della quale iniziò la costruzione seguendola per i primi due anni.